# 境野村 (佐賀県)
境野村（さかいのむら）は、佐賀県神埼郡にあった村。現在の神埼市の一部にあたる。

## 地理
- 河川：城原川[3]、流浪川[2]、犬童川[2]、中地江川[4]

## 歴史
- 1889年（明治22年）4月1日、町村制の施行により、神埼郡境原村、余江村、下西村が合併して村制施行し、境野村が発足[1][2]。旧村名を継承した境原、余江、下西の3大字を編成[2]。
- 1904年（明治37年）境野青年会設立[2]
- 1910年（明治43年）境野婦人自彊会設立[2]
- 1923年（大正12年）揚水の機械化を実施[2]。
- 1955年（昭和30年）4月1日、神埼郡城田村、千歳村、蓮池町（一部）と合併し、千代田村を新設して廃止された[1][2]。合併後、千代田村大字境原・余江・下西となる[2]。

## 産業
- 農業、商業、工業[2]
- 産物：米、麦、蚕、豆、生糸、蓮根、瓦、麺類、製縄器、藁細工[2]

## 教育
- 1891年（明治24年）境野尋常小学校開校[2]。1909年（明治42年）境野尋常高等小学校となる[2]。